# Мажиш
Мажиш (пол. Marzysz) — село в Польщі, у гміні Далешиці Келецького повіту Свентокшиського воєводства.
Населення — 668 осіб (2011).
У 1975-1998 роках село належало до Келецького воєводства.

## Демографія
Демографічна структура на день 31 березня 2011 року:
|          | Загалом | Допрацездатний вік | Працездатний вік | Постпрацездатний вік |
| -------- | ------- | ------------------ | ---------------- | -------------------- |
| Чоловіки | 332     | 70                 | 233              | 29                   |
| Жінки    | 336     | 77                 | 191              | 68                   |
| Разом    | 668     | 147                | 424              | 97                   |